# Moses Olaiya Adejumo
Moses Olaiya Adejumo (Ilesa, 18 maggio 1936 – Ilesa, 7 ottobre 2018) è stato un attore teatrale nigeriano.
Fondatore della compagnia Alawada Theatre (1963), è celebre per aver creato il personaggio di Baba Sala, pensionato alle prese con il mondo moderno.